# Рудня (Сумская область)
Рудня (укр. Рудня) — село,
Жиховский сельский совет,
Середино-Будский район,
Сумская область,
Украина.
Код КОАТУУ — 5924481305. Население по переписи 2001 года составляло 278 человек .

## Географическое положение
Село Рудня находится на левом берегу реки Свига,
выше по течению на расстоянии в 3,5 км расположено село Жихово,
ниже по течению на расстоянии в 3,5 км расположено село Уралово.

## История
По утверждению А.М. Лазаревского, Рудня была «поселена спасскими монахами не раньше конца XVII века». В доказательство этого он ссылался на грамоту царя Алексея Михайловича от 3 сентября 1667 года, в которой Рудня не упоминалась.
Не упоминалась Рудня и в универсале гетмана Ивана Самойловича от 21 августа 1673 года об утверждении раздела владений Черниговской архиепископии. В связи с этим можно предположить, что она была поселена после указанной даты и первым упоминанием о ней, которое датируется сентябрём 1702 года.
Со дня основания Рудня находилась во владении Новгород-Северс-кого Спасо-Преображенского монастыря, который в 1723 году владел в ней 14 дворами и 30 хатами, в 1765–1768 гг. – 20 дворами и 6 бездворными хатами, а в 1779–1781 гг. – 30 дворами, 40 хатами и 7 бездворными хатами, одним приезжим монастырским двором с 4 хатами, мельницей на реке Свиге о двух колах и винокурней. На момент описания Новгород-Северского наместничества 1779–1781 гг. в селе проживало 49 обывателей со своими семьями, которые занимались выращиванием конопли и винным промыслом. Коноплю они продавали в монастырскую экономию, а водку отвозили для продажи в Севск, Орёл и Кромы.
На основании именного указа Екатерины ІІ от 10 апреля 1786 года «О штатах Киевской, Черниговской и Новгород-Северской епархий» Рудня была изъята у Спасо-Преображенского монастыря и передана в казённое ведомство. С указанного времени её жители имели статус государственных крестьян и платили денежный налог государству.
В пореформенное время в селе работали 4 ветряных и 1 водяная мельницы, 1 постоялый двор, 1 лавка, 1 сукновальня, 1 торгово-промышленное предприятие по продаже пеньки и конопли, 1 магазин по продаже бакалейных товаров Залмана Еселева (1900) и ряд других небольших промышленных и торговых предприятий.
В 1883 году в Рудне был открыт медицинский участок с выездными пунктами в сёлах Протопоповке, Белоусовке, Чернацком, Каменке, Хильчичах, Очкино и Вовне и больницей на 20 коек. На участке работал один врач и два фельдшера, которые обслуживали 42000 жителей.
В 1764 году в селе была возведена Богоявленская церковь деревянной постройки, в которой хранилась чудотворная икона Смоленской Божьей Матери. В 1864 году церковь была обновлена, а 17 января 1876 года включена в состав Олтаро-Рудновско-Жиховского прихода, настоятелем которого в 1879 году был священник Покровской церкви села Олтаря Василий Пиневич, а помощником настоятеля – священник Михайловской церкви села Жихово Василий Андриевский.
Покровская церковь просуществовала до начала 30-х годов XX века, после чего её разрушили. В разное время в ней служили О. Померанцев (? – 1895 – ?), Василий Кончаловский (? – 1900 – ?) и другие священники.
С 1894 года в селе функционировала школа грамоты, которая находилась в наёмном помещении и занимала в нём одну комнату, а с сентября 1900 года – земская школа. Несмотря на это, процент грамотности среди руднянских жителей был одним из самых низких в Дмитровской волости и в начале 1897 года составлял всего 3,7%.

## Экономика
- «Надия», ООО.